# 望鱼镇
望鱼镇，原为望鱼乡，是中华人民共和国四川省雅安市雨城区下辖的一个乡镇级行政单位。2019年12月，撤销沙坪镇和望鱼乡，设立望鱼镇，以原沙坪镇和原望鱼乡所属行政区域为望鱼镇的行政区域。

## 行政区划
望鱼镇下辖以下地区：
望鱼村、罗坝村、回龙村、曹万村、兴隆村、顺河村、黄村、三台村、陡滩村、塘口村和溪口村。

## 中国传统村落
2013年8月，望鱼村被评为第二批中国传统村落。